# Kerstin Wolff
Kerstin Wolff (* 1967 in Düsseldorf) ist eine deutsche Historikerin. Sie leitet die Forschungsabteilung im Archiv der deutschen Frauenbewegung in Kassel. Ihr Forschungsschwerpunkt ist die Geschichte der Frauenbewegung in Deutschland.

## Beruflicher Werdegang
Kerstin Wolff studierte Geschichte, Politikwissenschaft und Kunstgeschichte an der Gesamthochschule Kassel – heute Universität Kassel. 1995 wurde sie wissenschaftliche Mitarbeiterin bei Heide Wunder und beschäftigte sich mit dem Einfluss protestantischer Fürstinnen auf die Regierung ihrer Länder. 1999 übernahm sie die Leitung der Forschungsabteilung im Archiv der deutschen Frauenbewegung in Kassel. 2002 wurde sie an der Universität Kassel mit einer Arbeit zum Einfluss bürgerlicher Frauen auf die Kommunalpolitik des 19. Jahrhunderts promoviert.
Sie ist Redakteurin der historischen Fach-Zeitschrift der Stiftung Archiv der deutschen Frauenbewegung, Ariadne – Forum für Frauen- und Geschlechtergeschichte. Die Ariadne erscheint durchgehend seit 1986 und ist damit eine der ältesten geschlechtergeschichtlichen Zeitschriften der Bundesrepublik. Wolff ist Mitglied in der Interdisziplinären Arbeitsgruppe  (IAG) Frauen- und Geschlechterforschung an der Universität Kassel und ist dort auch als Lehrbeauftragte tätig. Sie ist Vorstandsmitglied des Arbeitskreises historische Frauen- und Geschlechterforschung e. V. und Mitglied im AK hessische Zeitgeschichte sowie in der AG Demokratie und Geschlecht. Sie gehört außerdem dem Kuratorium des Friedhofs der Märzgefallenen an.

## Forschungsschwerpunkte
Wolff forscht und arbeitet zur Geschichte der Frauenbewegung in Deutschland und deckt mit ihren Arbeiten die Zeit zwischen 1848 und 1970 ab. Dabei gilt ihr Interesse einem breiten Themenspektrum. So hat sie zum Beispiel ein Buch über die Sittlichkeitsdebatte in der Frauenbewegung um 1900 (Abolitionismus) veröffentlicht, in dem sie die aktive Abolitionistin Anna Pappritz vorstellt. Sie konnte nachweisen, dass der Abolitionismus um 1900 nicht konservativ geprägt war und dass die ‚alte‘ Frauenbewegung durch die Debatte um Prostitution mit dazu beitrug, dieses gesellschaftliche Phänomen überhaupt erst besprechbar zu machen. Das Buch gilt als eines „der bedeutendsten Bücher nicht nur zum Abolitionismus in Deutschland, sondern überhaupt zur ersten Frauenbewegung“.
Im Jubiläumsjahr 2018 wandte sich Wolff dem Kampf um das Frauenwahlrecht zu. Zusammen mit Hedwig Richter organisierte sie 2017 eine Tagung zu diesem Thema, die zugleich eine inhaltliche Vorbereitung für die große Frauenwahlrechtsausstellung im Historischen Museum Frankfurt – Damenwahl! 100 Jahre Frauenwahlrecht – war. Die Vorträge auf der Tagung wurden unter dem Titel Frauenwahlrecht. Demokratisierung der Demokratie in Deutschland und Europa veröffentlicht. Gleichzeitig publizierte sie einen eigenständigen Band, hielt zahlreiche Vorträge und organisierte vielfältige Aktivitäten zu 100 Jahre Frauenwahlrecht in Deutschland. Dabei ist ihre Hauptthese, dass auch die deutschen Frauen um das Frauenwahlrecht gekämpft haben und dabei sehr erfolgreich waren. Sie widerspricht damit älteren Forschungen, die von einer konservativen Frauenwahlrechtsbewegung in Deutschland ausgingen, die (im internationalen Vergleich) zu spät einsetzte und auch vorsichtiger argumentierte und agierte als in anderen europäischen Ländern. Sie bezieht sich dabei auf Arbeiten von Gisela Bock und Angelika Schaser. Zusammen mit der Bundeszentrale für politische Bildung konzipierte sie ein Onlinedossier zum Kampf um das Frauenwahlrecht in Deutschland.
2023 legte Wolff ein populärwissenschaftliches Buch zu 30 Objekten der Frauengeschichte im Knesebeck Verlag vor. In diesem Buch zeigt Wolff, wie sich die Lebenswelten von Frauen in Deutschland und Mitteleuropa im Laufe der Zeit verändert haben und was das für die heutige Gesellschaft bedeutet. Die Geschichten wurden von der Tatjana Prenzel illustriert.
Wolff hat auch Arbeiten zum Internationalen Frauentag oder auch einzelnen Frauenrechtlerinnen wie Helene Stöcker oder Louise Otto-Peters vorgelegt sowie zu den ‚Vererbungsprozessen‘ innerhalb der Frauenbewegungsphasen publiziert. Außerdem forscht sie über die Nachkriegszeit, insbesondere über die unabhängigen Frauenausschüsse und über deren Protagonistinnen wie beispielsweise Fini Pfannes oder Elisabeth Selbert.
Wolffs Engagement richtet sich auch auf die interessierte Öffentlichkeit. So hat sie zusammen mit der Bundeszentrale für politische Bildung ein Online-Dossier zur Geschichte der Frauenbewegung erarbeitet, veröffentlicht in regelmäßigen Abständen Artikel zur Geschichte der Frauenbewegung, beteiligt sich an Blogs, hält Vorträge und gibt Interviews im Fernsehen und Rundfunk.
Sie gehört dem Wissenschaftlichen Beirat des Vereins Weimarer Republik zum Haus der Weimarer Republik an.

## Preise
- 2003 Elisabeth-Selbert-Preis des Landes Hessen für ihre Dissertation Stadtmütter. Bürgerliche Frauen und ihr Einfluss auf die Kommunalpolitik im 19. Jahrhundert[13]
- 2018 2. Platz des Argula-von-Grumbach-Preises der Evangelisch-Lutherischen Kirche in Bayern für Aufsatz „Die Geschichte des Frauenwahlrechts in Deutschland neu erzählen“[14]

## Schriften (Auswahl)
Monografien
- Tomate, Fahrrad, Guillotine. Eine kurze Frauengeschichte in 30 Objekten, München 2023.
- Unsere Stimme zählt! Die Geschichte des deutschen Frauenwahlrechts, Überlingen 2018.
- Anna Pappritz (1861–1939). Die Rittergutstochter und die Prostitution, Sulzbach/Ts. 2017.
- Zusammen mit Gilla Dölle: »Respekt für die Provinz«. Kassel – die Stadt der starken Frauenbewegung, ein Streifzug durch 150 Jahre (= Schriftenreihe des Archivs der deutschen Frauenbewegung, Bd. 15), Kassel 2013.
- „Stadtmütter“. Bürgerliche Frauen und ihr Einfluss auf die Kommunalpolitik im 19. Jahrhundert, Königstein i.Ts. 2003.[15]
- Zusammen mit Elke Schüller: Fini Pfannes (1894–1967). Protagonistin und Paradiesvogel der Nachkriegsfrauenbewegung, Königstein i.Ts. 2000.
- „Wir wollen die Anerkennung der Hausfrauentätigkeit als Beruf“. Der Kasseler Hausfrauenverein 1915–1935 (= Schriftenreihe des Archivs der deutschen Frauenbewegung, Bd. 10), Kassel 1995.

Herausgeberschaften
- Zusammen mit Hedwig Richter (2017): Frauenwahlrecht. Die Demokratisierung der Demokratie in Deutschland und Europa. Hamburg: Hamburger Edition, 2017.
- Zusammen mit Reinhold Lütgemeier-Davin in Kooperation mit der Stiftung Archiv der deutschen Frauenbewegung (Hrsg.): Helene Stöcker – Lebenserinnerungen. Die unvollendete Autobiographie einer frauenbewegten Pazifistin. Wien u. a. 2015 (= L’HOMME Archiv, Bd. 5).[16][17]
- zusammen mit Julia Paulus und Eva-Maria Silies: Zeitgeschichte als Geschlechtergeschichte. Neue Perspektiven auf die Bundesrepublik. Frankfurt a. M. 2012.[18]
- zusammen mit Eva Schöck-Quinteros, Anja Schüler und Annika Wilmers: Politische Netzwerkerinnen. Internationale Zusammenarbeit von Frauen 1830–1960. Berlin 2007.[19]